# Sindrome di Muenke
La sindrome di Muenke, conosciuta anche come craniosinostosi correlata al fattore di crescita dei fibroblasti 3 e come sinostosi della sutura coronale, è una malattia genetica a trasmissione autosomica dominante che determina una sinostosi (fusione prematura tra due ossa) a livello della sutura coronale del neurocranio; si riscontrano alterazioni anche nelle ossa carpali e nelle ossa tarsali.

## Epidemiologia e storia
La sindrome si manifesta in circa un neonato ogni 15 000 nati vivi. La malattia deve il suo nome al medico M. Muenke che, nel 1997, descrisse per primo la sindrome insieme ai suoi colleghi.

## Eziologia
Responsabile della malattia è una mutazione a livello del braccio corto del cromosoma 4, precisamente al locus genico 4p16.3 che contiene il gene che codifica per il fattore di crescita dei fibroblasti di tipo 3.

## Clinica

### Segni e sintomi
La chiusura prematura della sutura coronale causa dismorfie e asimmetrie della testa e del viso, con brachicefalia (in caso di una sinostosi di tipo bilaterale) o plagiocefalia (se la sinostosi avviene in un solo emilato). Alle estremità di mani e piedi si osservano frequentemente fusione di più dita tra loro (sindattilia), brachidattilia ed epifisi dalla peculiare forma conica e allungata. Alcuni studi hanno evidenziato una maggiore predisposizione a sviluppare osteocondromi negli individui affetti dalla sindrome rispetto alla popolazione generale.

### Esami di laboratorio e strumentali
Un test genetico è necessario per individuare con certezza la sindrome di Muenke in un individuo, tuttavia con un'ecografia la malattia può essere sospettata già durante la vita intrauterina.

### Diagnosi differenziale
Oltre al test genetico (unica arma diagnostica sicura), si può effettuare una diagnosi differenziale escludendo la sindrome di Pfeiffer, la sindrome di Saethre-Chotzen, la sindrome di Jackson-Weiss e la sindrome nasodigitoacustica di Keipert.

## Trattamento
Come per tutte le craniosinostosi, il trattamento si limita al contenimento dell'aumentata pressione sul cervello e sui nervi cranici dovuta all'anomala conformazione del cranio; nei casi più seri si può ricorrere ad un intervento chirurgico a livello delle ossa craniali.